# بيت البير (الشعر)

تعديل مصدري - تعديل

بيت البير محلة تابعة لقرية الذراحي، التابعة لعزلة العبس بمديرية الشعر إحدى مديريات محافظة إب في الجمهورية اليمنية، بلغ تعداد سكانها 39 حسب تعداد اليمن لعام 2004.